# Міомір Кецмановіч
Міомір Кецмановіч (серб. Миомир Кецмановић; 31 серпня 1999) — сербський тенісист.

## Фінали туру ATP

### Одиночний розряд: 5 (2 титули, 3 поразки)
| Легенда                |
| ---------------------- |
| Grand Slam (0–0)       |
| ATP Masters 1000 (0–0) |
| ATP 500 (0–0)          |
| ATP 250 (2–3)          |

| Фінали за покриттям |
| ------------------- |
| Тверде (1–1)        |
| Ґрунт (1–1)         |
| Трава (0–1)         |

| Фінали за умовами |
| ----------------- |
| Під небом (2–3)   |
| У залі (0–0)      |

| Результат | В-П | Дата     | Турнір                           | Tier    | Покриття | Опонент                    | Рахунок                 |
| --------- | --- | -------- | -------------------------------- | ------- | -------- | -------------------------- | ----------------------- |
| Поразка   | 0–1 | Чер 2019 | Antalya Open, Туреччина          | ATP 250 | Трава    | Лоренцо Сонего             | 7–6(7–5), 6–7(5–7), 1–6 |
| Перемога  | 1–1 | Вер 2020 | Austrian Open Kitzbühel, Австрія | ATP 250 | Ґрунт    | Яннік Ганфманн             | 6–4, 6–4                |
| Поразка   | 1–2 | Лют 2023 | Delray Beach Open, США           | ATP 250 | Тверде   | Тейлор Фріц                | 0–6, 7–5, 2–6           |
| Поразка   | 1–3 | Кві 2023 | Estoril Open, Португалія         | ATP 250 | Ґрунт    | Каспер Рууд                | 2–6, 6–7(3–7)           |
| Перемога  | 2–3 | Лют 2025 | Delray Beach Open, США           | ATP 250 | Тверде   | Алехандро Давидович Фокіна | 3–6, 6–1, 7–5           |

### Парний розряд: 3 (2 титули, 1 поразка)
| Легенда                |
| ---------------------- |
| Grand Slam (0–0)       |
| ATP Masters 1000 (0–0) |
| ATP 500 (0–0)          |
| ATP 250 (2–1)          |

| Фінали за покриттям |
| ------------------- |
| Тверде (2–0)        |
| Ґрунт (0–1)         |
| Трава (0–0)         |

| Фінали за умовами |
| ----------------- |
| Під небом (2–1)   |
| У залі (0–0)      |

| Результат | В-П | Дата     | Турнір                   | Tier    | Покриття | Партнер          | Опоненти                    | Рахунок               |
| --------- | --- | -------- | ------------------------ | ------- | -------- | ---------------- | --------------------------- | --------------------- |
| Перемога  | 1–0 | Сер 2022 | Los Cabos Open, Мексика  | ATP 250 | Тверде   | Вільям Блумберґ  | Равен Класен Марсело Мело   | 6–0, 6–1              |
| Поразка   | 1–1 | Кві 2023 | Estoril Open, Португалія | ATP 250 | Ґрунт    | Нікола Чачиц     | Сандер Жіє Йоран Вліґен     | 3–6, 4–6              |
| Перемога  | 2–1 | Лют 2025 | Delray Beach Open, США   | ATP 250 | Тверде   | Брендон Накашіма | Крістіан Гаррісон Еван Кінґ | 7–6(7–3), 1–6, [10–3] |